# 岩湧寺

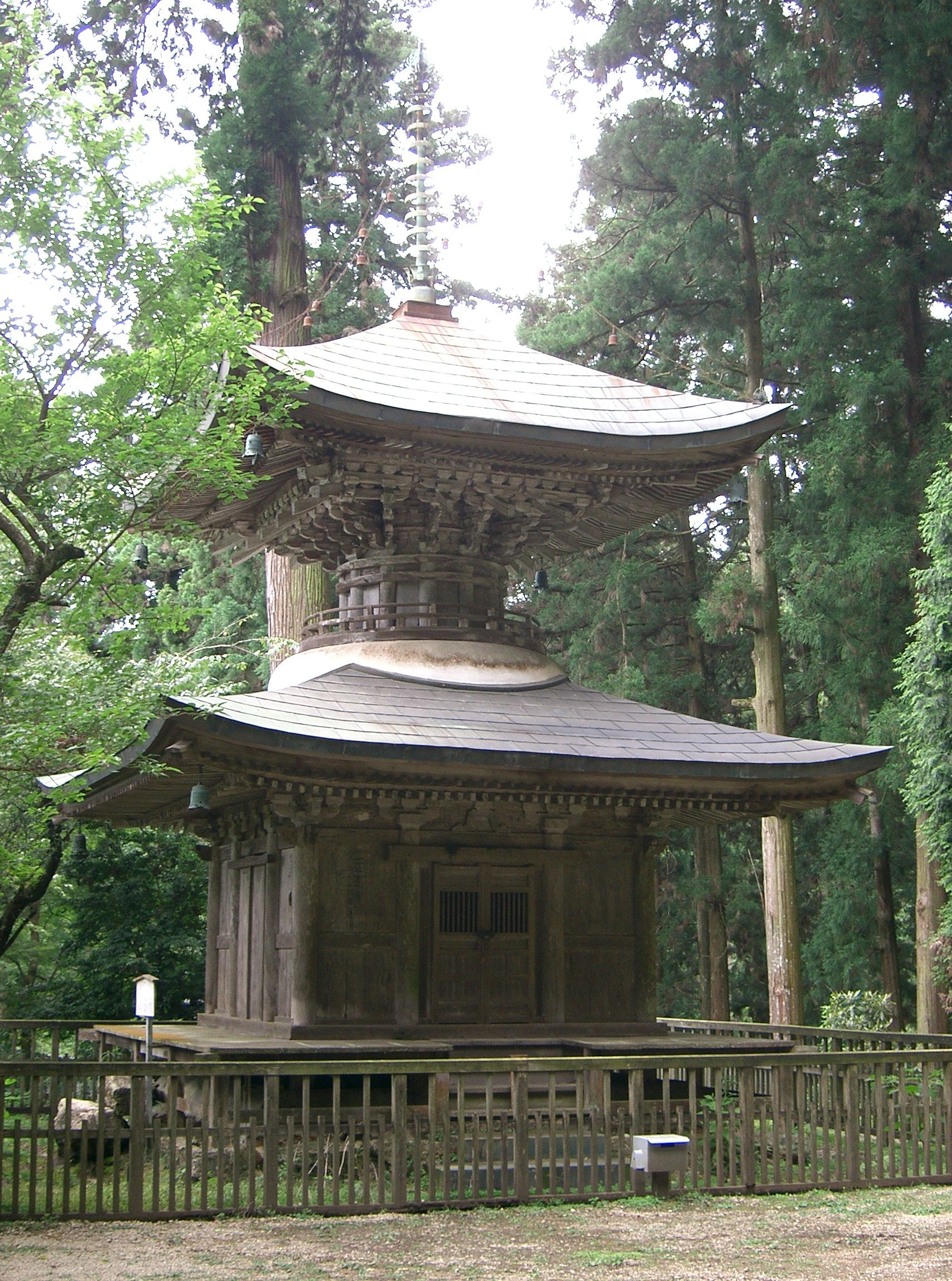
多宝塔（重要文化財）

岩湧寺（いわわきじ）は、大阪府河内長野市加賀田にある融通念仏宗の寺院。標高898メートルの岩湧山の中腹に位置する。

## 概要
伝承によれば、開基は役小角で、創建は大宝年間（701年～704年）とされる。後に文武天皇の勅願寺に定められ、桃山時代は豊臣氏の庇護を受けた。現在は融通念仏宗の寺院であるが、元は天台宗である。本堂は江戸時代初期に建てられたと考えられている。多宝塔は天文年間頃に建てられ国の重要文化財で、内部には本尊大日如来像（国の重要文化財）と愛染明王像を安置する。また老杉は大阪みどりの百選に選定されている。

## 文化財
重要文化財
- 多宝塔 – 1980年1月26日指定。室町時代末期建立、高さ13メートル
- 木造大日如来坐像 – 平安時代末期作、多宝塔内安置、桧材寄木造、像高88.7センチ

河内長野市指定文化財
- 愛染明王像 – 1972年3月27日市指定。鎌倉時代作、多宝塔内安置、寄木造坐像、像高58・8センチ。現在は堺市博物館に寄託
- 本堂 – 1976年3月30日市指定。江戸時代初期（1686年以前）建立、正面三間、側面四間、宝形造。
- 岩湧寺のカヤ – 2002年3月29日市指定。高さ20メートル、幹回り5.97メートル、樹齢約400年